# Список публікацій про ОУН та УПА
Далі наводиться список опублікованих книг та визначних статей про Організацію українських націоналістів (ОУН, включаючи два її крила — «мельниківців» та «бандерівців») та Українську повстанську армію (УПА).

## Книги

### Свідчення та мемуари учасників ОУН та УПА, крайові матеріали
- Степан Бандера. «Перспективи Української Революції» (аудіокнига) — Мюнхен, 1978.
- Ярослав Кутько. Авдіокнига Пекельна машина в Роттердамі. V колюмна Валюха. Історія вбивства Полковника Євґена Коновальця на основі тогочасних матеріялів та сучасних свідчень. "Ukrainska Vilna Hromada v Ameryci" 2965 Carpenter Street, Detroit 12, Mich.; 1953 р. (галіс.)
- Дмитро Кардаш. Євґен Коновалець. Прага. 1941 рік. (авдіокнига) (галіс.)
- Ілля Оберишин. Півстоліття в Підпіллі (авдіокнига) Тернопіль. 1997. (спогади)(галіс.)
- Емілія Турчин-Оберишин. Шлюб у Підпіллі (авдіокнига) Тернопіль. 2009. (спогади)(галіс.)
- Микола Лебідь. Українська Повстанська Армія. [Архівовано 19 липня 2021 у Wayback Machine.] — Мюнхен, 1946. — 1987. (спогади)
- Петро Полтава. Кто такие бандеровцы и за что они борются. — Без місця видання, 1948. — 41 с.
- У боротьбі за волю — під бойовими прапорами УПА. — Аугсбург, 1949.
- Лев Шанковський. УПА та її підпільна література. — 1952.
- Лев Шанковський. Українська повстанська армія: Історія Українського Війська. — Вінніпег, 1953. — Київ: Панорама, 1991.
- Петро Мірчук. Українська повстанська армія 1942—1952. — Мюнхен: Книгозбірня «Просвіти», 1953.
- Лев Шанковський. Українська Армія в боротьбі за державність. — 1958.
- Мирон Матвієйко. Чорні справи ЗЧ ОУН. — Львів, 1962. (частина 1, 2 [Архівовано 20 квітня 2017 у Wayback Machine.], 3 [Архівовано 20 квітня 2017 у Wayback Machine.], 4)
 — спогади кума Степана Бандери опубліковані в СРСР, вважаються сфабрикованими[1]
- Петро Мірчук. Нарис історії ОУН. Перший том: 1929—1939. — Мюнхен—Лондон—Нью-Йорк: Українське видавництво, 1968.
- Микола Климишин. В поході до волі. — Т. 1. — Торонто, 1975.
- Тарас Бульба-Боровець. Армія без держави. — Вінніпег, 1981
 — спогади засновника УПА-«Поліська Січ», що була роззброєна УПА Шухевича у 1943 році.
- Максим Скорупський. «Туди де бій за волю». Спогади курінного УПА. — Київ: Видавництво ім. Олени Теліги, 1992. — 351 с.
- Данило Шумук. За східним обрієм: Спомини. — Париж — Балтимор: «Смолоскип», 1974. — 447 с.
- Григорій Стецюк. Непоставлений Пам'ятник, Вінніпег, 1988.
- Василь Станіславів — Ю. Макух. Ліс приймає повстанців [Архівовано 31 грудня 2014 у Wayback Machine.] — Міннеаполіс, Міннесота, США, 1997. — 235 с.
- Оле́г Шту́ль-Жданович В ім’я правди (до історії повстанчого руху в Україні) [Архівовано 9 липня 2021 у Wayback Machine.] — Роттердам, 1947. — 35 с.
- Куделя-Недобитий, Микола П. Крізь бурі лихоліть [Архівовано 9 липня 2021 у Wayback Machine.] — Міннеаполіс, Міннесота, США, 1999. — 117 с.
- Михайло Каркоць-Вовк. Від Вороніжа до Українського Леґіону Самооборони [Архівовано 9 липня 2021 у Wayback Machine.] —  Рівне 2002. — 248 с.
- Михайло Подворняк. Вітер з Волині [Архівовано 9 липня 2021 у Wayback Machine.] —  Вінніпег 1981. — 242 с.
- Зиновій Книш. Розбрат. Спогади й матеріяли до розколу ОУН у 1940-1941 роках
- Зиновій Книш. Бунт Бандери [Архівовано 19 грудня 2013 у Wayback Machine.]
- С. Ф. Хмель. Українська партизанка. (з крайових матеріалів) — Бібліотека Українського Націоналіста, ч. 2, «Шлях Перемоги», Львів, 1993.
- Степан Мудрик-Мечник. Революційна ОУН під проводом Степана Бандери. — Стрий, 1993.
- Закерзоння. Спогади вояків УПА / Ред. Богдан Гук:
  - Том 1. — Варшава : Український архів, 1994. — 440 с.
  - Том 2. — Варшава : Тирса, 1996. — 279 с.
  - Том 3. — Варшава : Тирса, 1997. — 303 с.
  - Том 4. — Варшава : Тирса, 1998. — 267 с.
- Іван Йовик. Нескорена армія. (Із щоденника хорунжого УПА). — Київ: МП «Леся», 1995.
- Степан Мудрик-Мечник. Закордонні частини ОУН. — Львів, 1996.
- Микола Климишин. В поході до волі. — Т. 2. — Торонто, 1998.
- Степан Мудрик-Мечник. Спогади про Степана Бандеру. — Львів, 1999.
- Василь Паливода. Спогади українського повстанця і багаторічного в'язня таборів ГУЛАГу. — Київ: Смолоскип, 2001.
- Федір Кондрат. Ми стали волі на сторожі. — Івано-Франківськ: Лілея-НВ, 2002.
- Марія Савчин. Тисяча доріг. Спогади жінки учасниці підпільно-визвольної боротьби під час і після Другої світової війни. — Київ: Смолоскип, 2003.
перше видання: Літопис УПА. — Торонто-Львів, 1995. — Том 28: Марія Савчин («Марічка»). Тисяча доріг. Спогади.
- Василь Галаса. Наше життя і боротьба. Спогади. — Львів: Видавництво «МС», 2005. — 272 с.
- Василь Кук, maidan.org.ua. УПА в запитаннях і відповідях Головного Командира. — Львів: Галицька видавнича спілка, 2007. — 80 с.
- С. Лесів, Я. Коретчук. П. Хмара сотник УПА. В огні повстання. УПА на відтинку Чорного Лісу 1943—1945. Додатки. — Карпатський акцент. Калуш, 2014. — 272 с. — ISBN 978-966-2728-10-1.
- Омелян Коваль (один з провідників ОУН). Ця молодь відродить Україну [Архівовано 2 березня 2014 у Wayback Machine.] // Михайло Галущак, координатор проекту «Історичні діалоги» (Львів). Українська правда, Історична правда. 10.02.2014.
- Загоровська Любов #МояУПА. — Львів: Видавництво Старого Лева, 2022. — 496 с. ISBN 978-966-448-053-6
- Загоруйко Р. Повернення зі справжнього пекла. – Дрогобиччина, 1996.

### Сторонні дослідження
- Косик Володимир. Україна і Німеччина у Другій світовій війні / Наукове товариство імені Т. Шевченка у Львові; Українознавча бібліотека НТШ. – Париж; Нью-Йорк; Львів: 1993. – 684 c. ISBN 5-7707-4052-3
- Косик В. Спецоперації НКВД-КГБ проти ОУН: боротьба Москви проти українського націоналізму 1933–1943. Дослідження методів боротьби / Рецензенти: Патер І. Г., Якимович Б. З. – Львів: Галицька Видавнича Спілка, 2009. – 160 с., іл.
- Боляновський А. Українські військові формування в Збройних силах Німеччини (1939–1945). Львів: Львівський національний університет ім. Івана Франка; Канадський інститут українських студій Альбертського університету, 2003. 686 с.
- Боляновський А. Дивізія Галичина. Історія. – Львів: Інститут українознавства ім. І. Крипякевича НАН України, 2000. – 528 с. ISBN 966-02-1635-1
- Іван Патриляк. «Військова діяльність ОУН(Б) 1940—1942 рр.» — Київ, 2004, — 598 с. [Архівовано 4 листопада 2016 у Wayback Machine.]
- Патриляк І. К., Боровик М. А. Україна в роки Другої світової війни: спроба нового концептуального погляду — Ніжин: Видавець ПП Лисенко М. М., 2010. — 590 с. — ISBN 978-966-2213-31-7. [Архівовано 28 березня 2018 у Wayback Machine.]
- Дзьобак, Володимир Васильович. Конфлікти в ОУН(Б) і їх вплив на український Рух Опору (1941-1944 рр.) Київ: Видавничий дім "Інфоцентр", 2005. - 266 с.
- Дзьобак В. В. Тарас Бульба-Боровець і його військові підрозділи в українському русі Опору (1941 – 1944 рр.). НАН України. Інститут історії України. – К.: Ін-т історії України НАН України, 2002. – 261 с.
- Сергійчук Володимир. Tpагедiя Boлинi - Київ, 2003. - 139 с.
- Володимир Сергійчук. ОУН-УПА в роки війни. Нові документи і матеріали. – Київ, 1996. – 496 c. ISBN 5-308-01659-3
- Сергійчук Володимир. Тавруючи визвольний прапор. Діяльність агентури та спецбоївок НКВС-НКДБ під виглядом ОУН-УПА. Вид. 2-е, доповнене. – К., 2006. – 184 с. ISBN 966-2911-04-9
- Роман Шухевич у документах радянських органів державної безпеки (1940–1950) / Ред. рада: Богунов С., Боряк Г., Кокін С. (співголова). Інститут національного державознавства; Галузевий державний архів служби безпеки України. – Т. 1. – К., 2007. – 321 c. ISBN 978-966-2911-12-1
- Роман Шухевич у документах радянських органів державної безпеки (1940–1950) / Ред. рада: Богунов С., Боряк Г., Кокін С. (співголова). Інститут національного державознавства; Галузевий державний архів служби безпеки України. – Т. 2. – К., 2007. – 584 c. ISBN 978-966-2911-13-8
- Степан Бандера у документах радянських органів державної безпеки (1939–1959) / За заг. ред. В. Сергійчука; упоряд.: В. Сергійчук, І. Білокінь, С. Кокін, С. Сердюк. Галузевий державний архів служби безпеки України; Галузевий державний архів служби зовнішньої розвідки України. – Т. 1. – К.., 2009. – 680 c. ISBN978-966-2911-25-1
- Степан Бандера у документах радянських органів державної безпеки (1939–1959) / За заг. ред. В. Сергійчука; упоряд.: В. Сергійчук, І. Білокінь, С. Кокін, С. Сердюк. Галузевий державний архів служби безпеки України; Галузевий державний архів служби зовнішньої розвідки України. – Т. 2 – К.., 2009. – 639. ISBN978-966-2911-25-1
- Степан Бандера у документах радянських органів державної безпеки (1939–1959) / За заг. ред. В. Сергійчука; упоряд.: В. Сергійчук, І. Білокінь, С. Кокін, С. Сердюк. Галузевий державний архів служби безпеки України; Галузевий державний архів служби зовнішньої розвідки України. – Т. 3. – К.., 2009. – 647. ISBN978-966-2911-25-1
- Тарас Бульба-Боровець. Документи. Статті. Листи. — К.: ПП Сергійчук М. І., 2011.— 816 с.
- Сергійчук Володимир. Український здвиг. – Т.1 Закерзоння. 1939 – 1947. – К.: Українська видавнича спілка, 2004. – 840 с. ISBN 966-7060-69-1
- Сергійчук Володимир. Український здвиг. – Т.2 Волинь. 1939 – 1955. – К.: Українська видавнича спілка, 2005. – 840 с. ISBN 966-7060-72-1
- Сергійчук Володимир. Український здвиг. – Т.3. Прикарпаття. 1939 – 1955. – К.: Українська видавнича спілка, 2005. – 840 с. ISBN 966-7060-73-Х
- Сергійчук Володимир. Український здвиг. – Т.4. Поділля. 1939 – 1955. – К.: Українська видавнича спілка, 2005. – 840 с. ISBN 966-7060-74-8
- Сергійчук Володимир. Український здвиг. – Т.5. Наддніпрянщина. 1939 – 1955. – К.: Українська видавнича спілка, 2005. – 836 с. ISBN 966-7060-75-6
- Володимир Сергійчук. Десять буремних літ. Західноукраїнські землі у 1944-1953 рр. Нові документи і матеріали. – К.,1998. - 944 с. [Архівовано 23 серпня 2021 у Wayback Machine.]
- Сергійчук Володимир. Поляки на Волині у роки Другої світової війни. Документи з українських архівів і польські публікації / Київський національний університет імені Тараса Шевченка; Центр українознавства. – К., 2003. – 290 с. ISBN 966-70-60-48-7
- Сергійчук В. Трагедія Волині. Причини й перебіг польсько-українського конфлікту в роки Другої світової війни. Вид. друге, доповнене. — К., 2009.
- Сергійчук Володимир. Радянські партизани проти ОУН-УПА. – К., 2000. – 201 c. ISBN 966-7060-36-5
- Ліквідація УГКЦ (1939-1946). Документи радянських органів державної безпеки/ За загальною редакцією професора Володимира Сергійчука. - Т. 1. - Київ: ПП Сергійчук М. І., 2006. [Архівовано 21 серпня 2021 у Wayback Machine.]
- Ліквідація УГКЦ (1939-1946). Документи радянських органів державної безпеки/ За загальною редакцією професора Володимира Сергійчука. - Т. 2. - Київ: ПП Сергійчук М.І., 2006.
- Ільницький В. Документи до історії нацистських органів безпеки у Дрогобичі (1941–1944) / В. Ільницький // Дрогобицький краєзнавчий збірник. - 2017. - Вип. Спец.вип.3. - С. 403-431.
- Польща та Україна у тридцятих-сорокових роках XX століття: Невідомі документи з архівів спеціальних служб. Польське підпілля 1939–1941. – Том 1: Львів-Коломия-Стрий-Золочів / Ред. кол. З. Гайовнічек, Г. Якубовський, П. Кулаковський, Р. Пиріг, В. Пристайко, О. Пшенніков, Ю. Шаповал, Є. Тухольський, М. Вінярчик – Коссаковська; Упорядн.: З. Гайовнічек, П. Кулаковський, М. Купецька, Ю. Шаповал, Є. Тухольський; Перекл.: М. – М. Мотиль – Блінчикова, М. Слонь – Новачек, І. Дєдов. Центральний архів Міністерства внутрішніх справ і адміністрації Республіки Польщі; Державний архів Служби безпеки України. – Варшава; Київ, 1998. – 1092 с.
- Польща та Україна у тридцятих-сорокових роках XX століття: Невідомі документи з архівів спеціальних служб. ‒ Т. 2: Переселення поляків та українців 1944‒1946 рр. / Ред. кол.: М. Вінярчик-Коссаковська, З. Гайовнічек, П. Кулаковський, Р. Пиріг, В. Пристайко, О. Пшенніков, Є. Тухольський, Ю. Шаповал, Г. Якубовський; Упорядн.: З. Ґайовнічек, С. Кокін, П. Кулаковський, М. Маєвський, В. Пристайко, О. Пшенніков, М. Слонь-Новачек, В. Худзік, Р. Цивінський Ґ. Якубовський; Перекл.: М. Слонь-Новачек. Архів Міністерства внутрішніх справ і адміністрації Республіки Польщі; Державний архів Служби безпеки України. – Варшава; Київ, 2000. – 1035 с.
- Польща та Україна у тридцятих-сорокових роках XX століття: Невідомі документи з архівів спеціальних служб. ‒ Т. 4: Поляки і українці між двома тоталітарними системами 1942–1945. ‒ Ч. 1 / Ред. кол.: С. Богунов, М. Вінярчик-Коссаковська, З. Ґайовнічек, Б. Ґронек, П. Кулаковський, П. Мєрецький, В. Пристайко, О. Пшенніков, Є. Тухольський, Ю. Шаповал. Державний архів Служби безпеки України; Архів Міністерства внутрішніх справ і адміністрації Республіки Польща; Інститут національної памʼяті; Комісія з переслідування злочинів проти польського народу; Інститут політичних і етнонаціональних досліджень НАН України. – Варшава; Київ, 2004. – 875 с.
- Польща та Україна у тридцятих-сорокових роках XX століття: Невідомі документи з архівів спеціальних служб. ‒ Т. 4: Поляки і українці між двома тоталітарними системами 1942–1945. ‒ Ч. 2 / Ред. кол.: С. Богунов, М. Вінярчик-Коссаковська, З. Ґайовнічек, Б. Ґронек, П. Кулаковський, П. Мєрецький, В. Пристайко, О. Пшенніков, Є. Тухольський, Ю. Шаповал. Державний архів Служби безпеки України; Архів Міністерства внутрішніх справ і адміністрації Республіки Польща; Інститут національної памʼяті ‒ Комісія з переслідування злочинів проти польського народу; Інститут політичних і етнонаціональних досліджень НАН України. – Варшава; Київ, 2005. – 878 с.
- Польща та Україна у тридцятих-сорокових роках XX століття: Невідомі документи з архівів спеціальних служб. ‒ Т. 9: Організація українських націоналістів у Польщі в 1944-1950 роках. Ліквідація керівних структур. ‒ Ч. 1 / Ред. кол.: Є. Беднарек, В. Бірчак, В. В’ятрович, С. Кокін, І. Кулик, Р. Лєскевич, М. Маєвський, З. Навроцький, Ю. Шаповал. Галузевий державний архів Служби безпеки України; Інститут національної памʼяті ‒ Комісія з переслідування злочинів проти польського народу; Інститут політичних і етнонаціональних досліджень НАН України. – Варшава; Київ, 2017. – 1-720 с.
- Дерейко І. І. Місцеві формування німецької армії та поліції у Райхскомісаріаті «Україна» (1941–1944 роки). – К.: Інститут історії України, 2012. – 174 с. [Архівовано 21 серпня 2021 у Wayback Machine.]
- Нікольський В. М. Підпілля ОУН(б) у Донбасі / НАН України. Інститут історії України. - К., 2001. - 178 с. [Архівовано 21 серпня 2021 у Wayback Machine.]
- Перепічка Є.В. ОУН і УПА в роки Другої світової війни. Львів: Сполом, 2009. — 740 с.
- Марчук Ігор. Командир УПА-Північ Дмитро Клячківський-“Клим Савур”. – Рівне: Видавець Олег Зень, 2009. –168 с. [Архівовано 6 червня 2021 у Wayback Machine.]
- Марчук І., Тищенко О. Гурби. Квітень 1944-го. Рівне: видавець Олег Зень, 2007. - 198 c.
- Партизанская война на Украине. Дневники командиров партизанских отрядов и соединений. 1941-1944 / Колл. составит.: О. В. Бажан, С. И. Власенко, А. В. Кентий, Л. В. Легасова, B. C. Лозицкий (рук.). Центральный государственный архив общественных объединений Украины; Мемориальный комплекс "Национальный музей истории Великой Отечественной войны 1941-1945 годов" (Украина). - М.: ЗАО Изд-во Центрполиграф, 2010. - 670 с. - (На линии фронта. Правда о войне). [Архівовано 6 червня 2021 у Wayback Machine.]
- Юрій Киричук. Історія УПА. — Тернопіль: Редакційно-видавничий відділ управління по пресі, 1991. — 55 с.
- Роман Кричевський. ОУН в Україні, ОУНз і ЗЧ ОУН: причинок до історії українського націоналістичного руху [Архівовано 31 грудня 2014 у Wayback Machine.]. Нью-Йорк — Торонто, 1962. — Львів, 1991.
- Володимир В'ятрович. Сотенний «Бурлака». — Львів: Літопис, серія «Герої УПА», 2000.
- Польсько-українські стосунки в 1942–1947 роках у документах ОУН та УПА: у 2 т. – Т. 1: Війна під час війни. 1942 – 1945 / Відп. ред. та упоряд. В. М. В'ятрович. Львівський національний університет імені Івана Франка; Центр досліджень визвольного руху. – Львів: Центр досліджень визвольного руху, 2011. – 792 с.
- Польсько-українські стосунки в 1942—1947 роках у документах ОУН та УПА: у 2 т. / Відп. ред. та упоряд. В. М. В’ятрович. — Т. 2. Війна після війни. 1945—1947. — Львів: Центр досліджень визвольного руху, 2011. — 576 с.
- Сергей Ткаченко. Повстанческая армия: тактика борьбы. Под общей редакцией А. Е. Тараса. — Минск-Москва: Харвест АСТ, 2000. — 376 с.
- Александр Гогун. Между Гитлером и Сталиным. Украинские повстанцы. — Санкт-Петербург: Нева, 2004. — 416 с. (фрагменти)
- Анатолій Кентій. Збройний чин українських націоналістів. 1920—1956. Історико-архівні нариси. Том 1. Від Української Військової Організації до Організації Українських Націоналістів. 1920—1942. — Державний комітет архівів України — Центральний державний архів громадських об'єднань України. — Київ, 2005.
- Кентій А. В. Збройний чин українських націоналістів. 1920-1956. Історико-архівні нариси. – Т. 2: Українська повстанська армія та збройне підпілля Організації українських націоналістів. 1942-1956 / Наук. ред. Г. В. Папакін. Державний комітет архівів України; Центральний державний архів громадських об'єднань України. – К., 2008. – 415 с.
- Віталій Манзуренко, Василь Гуменюк. Рейд УПА в Румунію 1949 р. — Львів-Рівне: Видавництво Старого Лева, 2007. — 67 с.
- В. В'ятрович, Р. Забілий, І. Дерев'яний, П. Содоль. Українська Повстанська Армія. Історія нескорених. — Львів: Центр досліджень визвольного руху, 2008. — 352 c.
- Дрозд Р., Гальчак Б. Історія українців у Польщі в 1921—1989 роках / Роман Дрозд, Богдан Гальчак, Ірина Мусієнко; пер. з пол. І. Мусієнко. 3-тє вид., випр., допов. — Харків: Золоті сторінки, 2013. — 272 с.
- Реабілітовані історією. Чернівецька область [Текст]: у 3-х кн. Кн. 1 / гол. ред. І. П. Фостій. — Чернівці: Чернівецьке обл. від-ня Пошуково-вид. агентства «Книга пам'яті України», 2007. — 960 с.
- Репресії в Україні (1917—1990 рр.): Науково-допоміжний бібліографічний покажчик / Авт.-упор. Є. К. Бабич, В. В. Патока; авт. Вступ. Статті С. І. Білокінь. — К.: Смолоскип, 2007. — 519 с.
- Фостій І. П. Північна Буковина і Хотинщина у Другій світовій війні 1939—1945 рр. / І. П. Фостій ; Чернівецький нац. ун-т ім. Юрія Федьковича. — Чернівці: Кн. Пам'яті України, 2005. — 376 с.
- Росіцький П.С. Українська народна самооборона в дистрикті “Галичина” у 1943 році. – Кваліфікаційна наукова праця на правах рукопису. Дисертація на здобуття наукового ступеня кандидата історичних наук за спеціальністю 07.00.01 “Історія України”. Інститут українознавства ім. І. Крип'якевича НАН України, Львів, 2018. [Архівовано 24 червня 2021 у Wayback Machine.]
- Попович, Мирослав. Червоне століття. — К.: АртЕк, 2005. — 888 с. ISBN 966-505-123-7 [Архівовано 28 червня 2021 у Wayback Machine.]
- Білас І. Репресивно-каральна система в Україні (1917–1953): суспільно-політичний та історико-правовий аналіз. Кн. 1. – К.: "Либідь”–"Військо України”, 1994. – 432 с. [Архівовано 11 липня 2021 у Wayback Machine.]
- Білас І. Репресивно-каральна система в Україні (1917–1953): суспільно-політичний та історико-правовий аналіз. Кн. 2. – К.: "Либідь”–"Військо України”, 1994. – 686 с. [Архівовано 11 липня 2021 у Wayback Machine.]
- Українське державотворення. Акт 30 червня 1941: Збірник документів і матеріалів / Упорядн. О. Дзюбан; Заг. ред.: Я. Дашкевича, В. Кука. НАН України. Інститут української археографії та джерелознавства ім. М. С. Грушевського – Львівське відділення. – Львів; Київ: Літературна агенція "Піраміда", 2001. – 605 с.
- Гірняк К. Український легіон самооборони: причинки до історії. Торонто, 1977
- Царук Я. Трагедія волинських сіл 1943–1944 pp. Українські і польські жертви збройного протистояння. Володимир-Волинський район / Вступна стаття Ярослава Ісаєвича. НАН України. Інститут українознавства ім. І. Крип′якевича – Львів: Інститут українознавства ім. І. Крип′якевича, 2003. – 189 с.
- Літопис нескореної України: Документи, матеріали, спогади. Книга І (Підготували Я.Лялька, П.Максимук, І.Патер та ін.) Авт. передмови Я.Лялька, Р.Бачинський. – Львів, Просвіта, 1993; іл. – 800 с. ISBN 5-7707-0636-8
- Літопис нескореної України: Документи, матеріали, спогади. Книга 2 (Підготували Я. Лялька, Р. Коритко, Миром Онишкевич та ін.). Автор передмови Я. Лялька. - Львів, Галицька видавнича спілка. 1997; ілюстр. - 664 с. ISBN 966-7162-15-Х
- Андреев А. Степан Бандера, лидер ОУН-УПА в документах и материалах. М.: ЛитРес, 2012. — 280 с.
- Русначенко А. М. Народ збурений: Нац.-визвол. рух в Україні й нац. рухи опору в Білорусії, Литві, Латвії, Естонії у 1940–50-х роках.— К.: Унів. вид-во “Пульсари”, 2002.— 519 с.: іл. ISBN 966-7671-41-0
- Климов А.А., Козлов А.В. Войска НКВД против ОУН-УПА. М.: «Вече», 2015. – 288 с.
- Климов А.А., Козлов А.В. Красная звезда против трезубца. Боевые операции РККА и НКВД на Украине. М.: «Вече», 2018. – 320 с.
- Баранов В.П., Климов А.А., Козлов А.В. Пятый Украинский фронт. М.: «На боевом посту», 2019. – 440 с.
- Климов А.А., Козлов А.В. Внутренние войска в борьбе с украинскими националистами. М.: «На боевом посту», 2016. 328 с. ISBN 978-5-85735-171-0
- Козлов А. В. Украинская повстанческая армия / Андрей Козлов. — Москва : Вече, 2018. — 287 с.: ил., портр., факс.; 21 см. — (Военно-историческая библиотека). — Библиогр.: с. 210-225
- Національно-визвольна боротьба УПА та підпілля ОУН на Калущині в 1944-1946 рр.: зб. документів і матеріалів / Іван Тимів, Людмила Андрійчук, Олег Малярчук ; ДВНЗ "Прикарпат. нац. ун-т ім. Василя Стефаника". - Івано-Франківськ : Фоліант, 2022. - 469 с.
- Акція «Вісла». Документи, впорядкування і редакція Євгена Місила, Львів - Нью-Йорк, 1997. 564 с.
- Кокін С. А. Анотований покажчик документів з історії ОУН і УПА у фондах державного архіву СБУ. – Вип. 1: Анотований покажчик документів з фонду друкованих видань (1944–1953) / НАН України. Інститут історії України; Державний комітет архівів України; Державний архів служби безпеки України. – К.: Інститут історії України, 2000. – 214 с.
- Пономаренко Р. О. Галицькі добровольчі полки СС. 1943-1944. – Тернопіль: Мандрівець, 2017. – 264 с. – (Невідома Україна мілітарна)
- Фиров П. История ОУН-УПА: События, факты, документы, комментарии, - Изд-во СевНТУ, - 2002, – 196 с. - ISBN: 966-7473-39-2
- Валаханович, И. А. Антисоветское подполье на территории Беларуси в 1944—1953 гг. / И. А. Валаханович. — Минск: БГУ, 2002. — 146 с. [Архівовано 6 листопада 2021 у Wayback Machine.]
- Українські націоналісти в боротьбі проти нацизму: збройне протистояння, спротив у німецьких тюрмах і концтаборах, діяльність на еміграції. Документи та матеріали / упоряд. і відп. ред. Михайло Романюк; НАН України Інститут українознавства ім. І. Крип’якевича. Львів, 2020. 904 с.
- Пограничные войска СССР в Великой Отечественной войне. 1942—1945. — Москва: Наука, 1976. —  975 с.
- Шайкан В. О. Колабораціонізм на території рейхскомісаріату Україна і військової зони в роки Другої світової війни. НАН України Інститут історії України.- Кривий Ріг: Мінерал АГН України, 2005.- 466 с. [Архівовано 2 січня 2022 у Wayback Machine.]
- Денищук О.С. Боротьба УПА проти німецьких окупантів. Хронологія подій. У 2-х томах. Т. 1: Волинь. — Рівне: ППДМ, 2008. — 448 с.
- Денищук О.С. Боротьба УПА проти німецьких окупантів в 2 томах. Т. 2: Галичина та Східна Україна. — Рівне: ППДМ, 2008. — 216 с.
- Денищук О. Злочини польських шовіністів на Волині. Книга 1: Рівненська область. Рівне: ППДМ, 2003. — 352 с.
- Гірняк К., Чуйко О. Фронт Української Революції. Торонто, Онтаріо, Товариство «Волинь», 1979 р., 45 с.
- Санников Георгий. Большая Охота. Разгром УПА. Москва: Олма-Пресс, 2002. — 1082 с.
- Організація Українських Націоналістів (бандерівці): фрагменти діяльності та боротьби / Святослав Липовецький. – Київ: Українська Видавнича Спілка, 2010
- Українська Національна Армія. Матеріяли до історії: збірник статей / упоряд. Р.Колісник – К.: Ярославів Вал, 2013
- Гайдай Олег, Хаварівський Богдан, Ханас Володимир, Хто пожав «Бурю»? Армія Крайова на Тернопіллі 1941-1945 рр., Тернопіль 1996.
- Стародубец Г. Генеза українського повстанського запілля. Монографія , Тернопіль , «Підручники і посібники» , 2008 , 464 с.
- Стародубець Г. М. ОУН(б) в українському національно-визвольному русі на Волині в період Другої світової війни (1941—1943 рр.). — Тернопіль: Підручники і посібники, 2002. — 144 с.
- Верига В. Втрати ОУН в часі Другої світової війни. Торонто, "Новий Шлях", 1991 р., 206 с.
- Українська Повстанська Армія у боротьбі проти тоталітарних режимів / Ред. кол.: Я. Ісаєвич (голова), Ю. Сливка (упорядн. та відп. ред.), М. Литвин, І. Патер, Л. Сеник, Ф. Стеблій, О. Стасюк (секретар). Інститут українознавства ім. І.Крип′якевича НАН України. – Львів, 2004. – 296 с. – (Україна: культурна спадщина, національна свідомість, державність)
- Мизак Н. С. Боротьба УПА-"Захід" і збройного підпілля ОУН на західноукраїнських землях (1942-1960 рр.): Чернів. нац. ун-т ім. Юрія Федьковича. - Чернівці, 2011. - 510 арк.

### Зарубіжні дослідження
- Siekierka Szczepan, Komański Henryk, Różański Eugeniusz, Ludobójstwo dokonane przez nacjonalistów ukraińskich na Polakach w województwie stanisławowskim 1939–1946, Atla 2 i Stowarzyszenie Upamiętnienia Ofiar Zbrodni Ukraińskich Nacjonalistów „Na Rubieży”, Wrocław 2008, ISBN 978-83-85865-13-1 (Na Rubieży), ISBN 978-83-60732-10-6.
- Siekierka S., Komański H., Bulzacki K., Ludobójstwo dokonane przez nacjonalistów ukraińskich na Polakach w województwie lwowskim 1939–1947, Wrocław: Stowarzyszenie Upamiętnienia Ofiar Zbrodni Ukraińskich Nacjonalistów, 2006, ISBN 83-85865-17-9, OCLC 77512897.
- Снайдер Тімоті, Перетворення націй. Польща, Україна, Аитва, Білорусь 1569-1999, Київ 2012.
- Снайдер T. Криваві землі: Європа поміж Гітлером та Сталіним: монографія / Тимоті Снайдер. - Київ: Грані-Т, 2011. - 448 с. ISBN 978-966-465-361-6
- Чуев С. Г. Украинский легион. — М.: Яуза, 2006. — 560 с. — (На стороне Третьего рейха). — 5000 экз. — ISBN 5-87849-210-5.
- Баканов А. И. «Ни кацапа, ни жида, ни ляха». Национальный вопрос в идеологии Организации украинских националистов. Москва: Фонд "Историческая память", Алгоритм, 2014. — 424 с. — (Восточная Европа, XX век. Выпуск 5).
- Редлiх Ш. Разом i нарiзно в Бережанах. Поляки, євреї та українцi, 1919–1945. Київ, 2002. 304 с.
- ОУН-УПА в Беларуси. 1939‒1953 гг.: документы и материалы. 2-е изд. / Состав.: В. И. Адамушко, H. A. Валаханович, В. И. Гуленко, Д. Н. Жигалов, Ю. В. Зверев, А. Г. Карапузова, В. Д. Селеменев, В. В. Скалабан; Ред. кол.: В. И. Адамушко, И. А. Валаханович, В. К. Дорошевич, В. П. Крюк, В Д. Селеменев, В. В. Скалабан, A. B. Шарков. Департамент по архивам и делопроизводству Министерства юстиции Республики Беларусь; Национальный архив Республики Беларусь; Государственный архив Брестской области; Центральный архив Комитета государственной безопасности Республики Беларусь. ‒ Минск: Выш. шк., 2012. ‒ 528 с. [Архівовано 28 липня 2021 у Wayback Machine.]
- Наврузов Б. Р. 14-я гренадерская дивизия СС «Галиция» / Бегляр Наврузов. — М.: Вече, 2010. — 320 с. — (Враги и союзники). — ISBN 978-5-9533-4058-8. — Тираж 3000 экз. [Архівовано 21 серпня 2021 у Wayback Machine.]
- НКВД-МВД СССР в борьбе с бандитизмом и вооруженным националистическим подпольем на Западной Украине, в Западной Белоруссии и Прибалтике (1939-1956) / Сборник документов. – Составители: Владимирцев Н.И., Кокурин А.И. – Москва, 2008. – 540 с. ISBN 978-5-8129-0088-5
- Lukaszów J. (Olszański T.A.). Walki polsko-ukraińskie 1943—1947 // Zeszyty Historyczne. — 1989. — N 90.
- Pamięć i Sprawiedliwość 1/2002 Warszawa 2002
- Siemaszko W., Siemaszko E. Ludobójstwo dokonane przez nacjonalistów ukraińskich na ludności polskiej Wołynia 1939-1945. Wyd. III ‒ T. 1. ‒ Warszawa : Wydawnictwo von borowiecky, 2008. ‒ 1000 s.
- Antypolska akcja OUN-UPA 1943–1944: fakty i interpretacje (red. nauk. Grzegorz Motyka i Dariusz Libionka). Instytut Pamięci Narodowej. Komisja Ścigania Zbrodni przeciwko Narodowi Polskiemu. (Materiały z sesji naukowej zorganizowanej przez Biuro Edukacji Publicznej IPN – KŚZpNP. Oddział w Lublinie, 24–25 maja 2001 r.), Warszawa 2002, Wyd. IPN, ISBN 83-89078-09-0.
- Mariusz Zajączkowski. Ukraińskie podziemie na Lubelszczyźnie w okresie okupacji niemieckiej 1939-1944 – Lublin–Warszawa: y Instytut Pamięci Narodowej, 2015. - 504 s.
- Mariusz Zajączkowski. Pod znakiem króla Daniela. OUN-B i UPA na Lubelszczyźnie 1944-1950. - Lublin–Warszawa: y Instytut Pamięci Narodowej, 2015. - s. 680
- Маріуш Зайончковський. Волинь 1943 – апогей. Польсько-українські відносини 1917–2023: знання, суперечності, порозуміння. - Варшава: Ośrodek KARTA, 2024 - 444 с.
- Motyka G. Ukraińska partyzantka 1942—1960. — Warszawa, 2006. - 720 s.
- Мотика Ґжеґож. Від волинської різанини до операції "Вісла". Польсько-український конфлікт 1943‒1947 рр. / Авториз. пер. з пол. А. Павлишина, післям. д.і.н. І. Ільюшина. ‒ К.: Дух і літера, 2013. ‒ 360 с.
- Motyka G. Cień Kłyma Sawura. Polsko-ukraiński konflikt pamięci. Gdańsk: Oskar, 2013. — 112 s.
- Niedzielko Romuald: Kresowa księga sprawiedliwych 1939–1945. O Ukraińcach ratujących Polaków poddanych eksterminacji przez OUN i UPA. Warszawa: IPN, 2007. ISBN 978-83-60-46461-8
- Torzecki Ryszard. Polacy I Ukraincy. Sprawa ukrainska w czasie II wojny swiatowej na terenie II Rzeczypospolitej. Warszawa: Wydawnictwo naukowe PWN, 1993. — 349 s.
- Motyka G. Pany i rezuny. Współpraca AK-WiN i UPA 1945-1947. Warszawa: Oficyna Wydawnicza Volumen, 1997. (współautor z Rafałem Wnukiem) - 207 s.
- Motyka G. Tak było w Bieszczadach: Walki polsko-ukraińskie 1943—1948. — Warszawa, 1999.
- Koprowski Marek A. Akcja Wisła. Ostateczna rozprawa z OUN-UPA. Zakrzewo: Replika, 2017. — 373 s.
- Україна-Польща важкі питання. ‒ Т. 1-2: Матеріали II міжнародного семінару істориків "Українсько-польські відносини в 1918-1947 роках". Варшава, 22-24 травня 1997 / Відп. ред. М. Кучерепа. Світовий союз воїнів Армії Крайової; Об’єднання українців у Польщі. ‒ Варшава, 1998. ‒ 245 с.
- Україна-Польща важкі питання. ‒ Т. 3: Матеріали III міжнародного наукового семінару "Українсько-польські стосунки в роки Другої світової війни". Луцьк, 20-22 травня 1998 року / Відп. ред. М. Кучерепа. Світовий союз воїнів Армії Крайової; Об’єднання українців у Польщі. ‒ Варшава, 1998. ‒ 267 с.
- Україна-Польща важкі питання. ‒ Т. 4: Матеріали IV міжнародного семінару істориків "Українсько-польські відносини під час Другої світової війни". Варшава, 8-10 жовтня 1998 року / Відп. ред. М. Кучерепа. Світовий союз воїнів Армії Крайової; Об’єднання українців у Польщі. ‒ Варшава, 1999. ‒ 350 с.
- Bohdan Łukaszewicz, „Życiorysy. Ukraińcy z operacji »Wisła« represjonowani na Warmii i Mazurach w latach 1947—1956. Materiały biograficzne”. Olsztyn, Ośrodek Badań Naukowych im. Wojciecha Kętrzyńskiego, 2009, 320 s. Bohdan Łukaszewicz, “Biographies. Ukrainians in Wisła operation repressed in Warmia and Mazury between 1947 and 1956”. Olsztyn. Biographic materials. Ośrodek Badań Naukowych im. Wojciecha Kętrzyńskiego, 2009, 320 p. (Michał Arndt)
- Украинские националистические организации в годы Второй мировой войны. Документы. В 2-х томах. – Том 1: 1939–1943 / Редколлегия: Аргизов А. Н. (председатель), Борисенок Е. Ю., Дюков А. Р., Кузеленков В. Н., Мироненко С. В., Наумов О. В., Панин С. О., Пермяков И. А., Пивовар Е. И., Сорокин А. К., Степанов А. С., Тарасов В. П., Христофоров В. С., Царевская-Дякина Т. В., Юрасов А. В. Составители: Царевская-Дякина Т. В. (отв. составитель), Воякина H. Н., Доброхотов Л. Н., Емельянова H. М., Зюзина И. А., Коротаев В. И., Костыгов В. В., Кочетова А. С., Лучкина Л. Я. Федеральное архивное агентство; Российский государственный архив социально-политической истории; Государственный архив РФ; Российский государственный военный архив; Архив Президента РФ; Управление регистрации и архивных фондов Федеральной службы безопасности РФ; Архив Службы внешней разведки РФ; Центральный архив Министерства обороны РФ. – М.: РОССПЭН, 2012. – 878 с. [Архівовано 21 серпня 2021 у Wayback Machine.]
- Украинские националистические организации в годы Второй мировой войны. Документы. В 2-х томах. – Том 2: 1944–1945 / Редколлегия: Аргизов А. Н. (председатель), Борисенок Е. Ю., Дюков А. Р., Кузеленков В. Н., Мироненко С. В., Наумов О. В., Панин С. О., Пермяков И. А., Пивовар Е. И., Сорокин А. К., Степанов А. С., Тарасов В. П., Христофоров В. С., Царевская-Дякина Т. В., Юрасов А. В. Составители: Царевская-Дякина Т. В. (отв. составитель), Воякина H. Н., Доброхотов Л. Н., Емельянова H. М., Зюзина И. А., Коротаев В. И., Костыгов В. В., Кочетова А. С., Лучкина Л. Я. Федеральное архивное агентство; Российский государственный архив социально-политической истории; Государственный архив РФ; Российский государственный военный архив; Архив Президента РФ; Управление регистрации и архивных фондов Федеральной службы безопасности РФ; Архив Службы внешней разведки РФ; Центральный архив Министерства обороны РФ. – М.: РОССПЭН, 2012. – 1167 с. [Архівовано 11 липня 2021 у Wayback Machine.]
- Torzecki Ryszard, Kwestia ukraińska w Polsce wiatach 1923-1929, Kraków 1989. - 467 s.

### Урядова комісія з вивчення ОУН і УПА
8 травня 1997 року за дорученням Президента України була створена Урядова комісія з вивчення діяльності ОУН і УПА. Робоча група істориків при Урядовій комісії з вивчення діяльності ОУН і УПА була сформована в Інституті історії України НАН України, але не мала постійного складу (за винятком керівника групи Станіслава Кульчицького і відповідального секретаря О. Веселової). У 2005 році було опубліковано результати досліджень робочої групи:
- * «Організація українських націоналістів і Українська повстанська армія». Фаховий висновок робочої групи істориків при Урядовій комісії з вивчення діяльності ОУН і УПА. [Архівовано 6 березня 2016 у Wayback Machine.] / НАН України; Інститут історії України. — Київ: Наукова думка, 2005. — 53 с.
- «Організація українських націоналістів і Українська повстанська армія». Організація українських націоналістів і Українська повстанська армія: Історичні нариси. [Архівовано 16 жовтня 2012 у Wayback Machine.] / НАН України; Інститут історії України / С. В. Кульчицький (відповідальний редактор). — Київ: Наукова думка, 2005. — 495 с.

### Видання Інституту історії України НАН України
- Проблеми історії України: факти, судження, пошуки: Міжвідомчий збірник наукових праць. — Вип. 20 / Відп. ред. С.В. Кульчицький. — К.: Інститут історії України НАН України, 2011. — 342 с.
- Волинь і Холмщина 1938–1947 pp.: польсько-українське протистояння та його відлуння. Дослідження, документи, спогади / Ред. кол.: Я. Ісаєвич (голова), М. Литвин, В. Расевич, Б. Пікулик (секретар); Упорядн.: Я. Ісаєвич, О. Вовк, І. Пусько, В. Расевич, В. В’ятрович. НАН України. Інститут українознавства ім. І. Крип’якевича. – Львів, 2003. – 813 с. – (Україна: культурна спадщина, національна свідомість, державність)
- Нариси з історії політичного терору і тероризму в Україні XIX-XX ст. — К.: Інститут історії України НАН України, 2002 [Архівовано 5 грудня 2020 у Wayback Machine.]
- Шаповал Ю. ОУН і УПА на терені Польщі (1944—1947 рр.) — К.: Інститут історії України НАН України, 2000. — 240 с. [Архівовано 11 січня 2012 у Wayback Machine.]
- Матеріали та документи Служби безпеки ОУН (б) у 1940-х рр. / Упоряд.: О. Є. Лисенко, І. К. Патриляк. — К.: Ін-т історії України НАН України, 2003. — 254 с. [Архівовано 11 січня 2012 у Wayback Machine.]
- ОУН в 1941 році: Документи. / Упоряд.: О. Веселова, О. Лисенко, І. Патриляк, В. Сергійчук. — К.: Ін-т історії України НАН України, 2006. — 618 с. [Архівовано 11 січня 2012 у Wayback Machine.]
- ОУН в 1942 році: Документи. — К.: Ін-т історії України НАН України, 2006. — 243 с. [Архівовано 11 січня 2012 у Wayback Machine.]
- ОУН і УПА в 1943 році: Документи / НАН України. Інститут історії України. — К.: Інститут історії України, 2008. — 347 с. [Архівовано 11 січня 2012 у Wayback Machine.]
- ОУН і УПА в 1944 році: Документи. В 2 ч. Ч. 1. Упорядники: О. Веселова, С. Кокін, О. Лисенко, В. Сергійчук. Відповідальний редактор С. Кульчицький / НАН України. Інститут історії України. — К.: Інститут історії України, 2009. — 292 с. [Архівовано 11 січня 2012 у Wayback Machine.]
- ОУН і УПА в 1944 році: Документи. В 2 ч. Ч. 2. Упорядники: О. Веселова, С. Кокін, О. Лисенко, В. Сергійчук. Відповідальний редактор С. Кульчицький / НАН України. Інститут історії України. — К.: Інститут історії України, 2009. — 256 с. [Архівовано 11 січня 2012 у Wayback Machine.]
- ОУН і УПА в 1945 році: Збірник документів і матеріалів. В 2 ч. / Ред. кол.: Боряк Г. В., Веселова О. М., Даниленко В. М., Кульчицький С. В. (відп. ред.); Вступ Лисенко О. Є.; Упоряд.: Веселова О. М. (відп. упоряд.), Гриневич В. А., Сергійчук В. І. НАН України. Інститут історії України. — Ч. 1. — Київ: Інститут історії України НАН України, 2015. — 371 с. [Архівовано 31 травня 2015 у Wayback Machine.]
- ОУН і УПА в 1945 році: Збірник документів і матеріалів. В 2 ч. / Ред. кол.: Боряк Г. В., Веселова О. М., Даниленко В. М., Кульчицький С. В. (відп. ред.); Упоряд.: Веселова О. М. (відп. упоряд.), Гриневич В. А., Сергійчук В. І. НАН України. Інститут історії України. — Ч. 2. — К.: Інститут історії України, 2015. — 366 с. [Архівовано 31 травня 2015 у Wayback Machine.]
- Горбуров Є. Г., Шитюк М. М. Суспільно-політична та бойова діяльність націоналістичного підпілля Півдня України в роки німецько-румунської окупації. – К.: Ін-т історії України НАН України, 2003. – 57 с.

### Видання ЦДВР
- Український визвольний рух/ Зб. 1 . – Львів, 2003. – 207 c.
- Український визвольний рух. Збірник 2: Українсько-польський конфлікт під час Другої світової війни. — Львів, 2003. — 194 с., іл.
- Український визвольний рух. Збірник 3: До 75-ліття Організації Українських Націоналістів. — Львів, 2004. — 304 с., іл.
- Український визвольний рух. Збірник 4: Боротьба народів Центрально-Східної Європи проти тоталітарних режимів в XX столітті. — Львів, 2005. — 272 с., іл.
- Український визвольний рух. Збірник 5. — Львів, 2005. — 240 с., іл.
- Український визвольний рух. Збірник 6. — Львів, 2006. — 272 с., іл.
- Український визвольний рух. Збірник 7. — Львів, 2006. — 312 с., іл.
- Український визвольний рух. Збірник 8. — Львів, 2006. — 312 с., іл.
- Український визвольний рух. Збірник 9. — Львів, 2007. — 320 с., іл.
- Український визвольний рух. Збірник 10: До 100-річчя від дня народження Романа Шухевича. — Львів, 2007. — 352 с., іл.
- Український визвольний рух. Збірник 11. — Львів, 2007. — 264 с., іл.
- Український визвольний рух. Збірник 12. — Львів, 2008. — 224 с., іл.
- Український визвольний рух. Збірник 13. — Львів, 2009. — 248 с., іл.
- Український визвольний рух. Збірник 14. — Львів, 2010. — 224 с., іл.
- Український визвольний рух. Збірник 15. — Львів, 2011. — 344 с., іл.
- Український визвольний рух. Збірник 16: До 120-ліття з дня народження Євгена Коновальця. — Львів, 2011. — 320 с., іл.
- Український визвольний рух.— Львів: Інститут українознавства ім. І. Крип’якевича НАН України, Центр досліджень визвольного руху, 2012. — Збірник 17. - 416 с.
- Український визвольний рух. Збірник 18. — Львів, 2013. — 336 с., іл.
- Український визвольний рух. Збірник 19. — Львів, 2014. — 448 с., іл.
- Український визвольний рух. Збірник 20. — Львів, 2015. — 328 с., іл.
- Український визвольний рух. Збірник 21. — Львів, 2016. — 376 с., іл.
- Український визвольний рух. Збірник 22. — Львів, 2017. — 292 с., іл.

### Видавництво «Літопис УПА»
Видавництво «Літопис УПА» з 1989 року опублікувало значний обсяг документів, спогадів та досліджень УПА. Видавництво діє на теренах Канади, а з перших років незалежності — і України («Нова серія»).
- Основна серія «Літопис УПА» [Архівовано 24 вересня 2020 у Wayback Machine.] (на 2020 рік налічує 53 томи).
- Нова серія «Літопис УПА» [Архівовано 24 вересня 2020 у Wayback Machine.] (на 2020 рік налічує 28 томів).
- «Літопис УПА». [Архівовано 26 жовтня 2021 у Wayback Machine.] Багатотомне видання / Колекція (125).

#### Серія «Бібліотека»
Томи серії «Бібліотека» видавництва «Літопис УПА»:
1. Юрій Ступницький. Спогади про пережите. — 2000. — 128 с.
2. Володимир В'ятрович. Рейди УПА теренами Чехословаччини. — 2001. — 208 с.
3. Ярослав Грицай. А рани не гоїлися. Спомини. — 2001. — 332 с.
4. Спогади вояків УПА та учасників збройного підпілля з Львівщини та Любачівщини. — 2003. — 481 с.
5. Мирослав Горбаль. Довідник-пошуківець. Реєстр осіб, пов'язаних з визвольною боротьбою на теренах Львівщини (без Дрогобиччини) 1944—1947 (за архівними документами). — 2003. — 417 с.
6. Мирослав Горбаль. Довідник-пошуківець. Реєстр осіб, пов'язаних з визвольною боротьбою на теренах Дрогобиччини 1939—1950 (за архівними документами). — 2005. — 1054 с.
7. Володимир Ковальчук. Діяльність ОУН(б) і Запілля УПА на Волині й південному Поліссі (1941—1944 рр.). — 2006. — 467 с.
8. Леся Онишко. Катерина Зарицька в українському національно-визвольному русі. — 2007. — 928 с.
9. Галина Коханська. З Україною у серці. Спомини. — 2008. — 402 с.
10. Олександр Іщук, Ігор Марчук, Дарія Даревич. Життя і творчість Ніла Хасевича. — 2011. — 432 с.
11. Олександр Іщук. Молодіжні організації ОУН (1939—1955). — 2011. — 941 с.
12. Пагіря О. Між війною та миром: відносини між ОУН і УПА та збройними силами Угорщини (1939—1945). — 2014. — 584 с.
13. Антонюк Я. Український визвольний рух у постатях керівників. Волинська та Брестська області (1930—1955). — 2014. — 1072 с.
14. Щур Ю. ОУН на території Запорізької області 1940—1945. Документи і матеріали. — 2018. — 648 с.
15. Боротьба радянських органів державної безпеки з українським націоналістичним рухом на Запоріжжі (друга половина 1945 - 1949 року): Збірник документів / Упорядник Юрій Щур. — 2019. — 320 с.

#### Серія «Події і люди»
Томи серії «Події і люди» видавництва «Літопис УПА»:
1. Микола Посівнич. Нескорений командир. — 2008. — 80 с. (присвячена постаті Романа Шухевича.)
2. Наталка Осьмак. Кирило Осьмак — нескорений Президент УГВР. — 2008. — 128 с.
3. Микола Посівнич. Степан Бандера — життя, присвячене свободі. — 2008. — 122 с.
4. Петро Потічний. Моя дорога. Частина 1. — 2008. — 124 с. (на англійській мові)

4.1   Петро Потічний. Моя дорога. Частина 2. — 2010. — 112 с. (на англійській мові)
4.2 Петро Потічний. Моя дорога. Частина 3. — 2012. — 160 с. (на англійській мові)
1. Роман Грицьків. «Грім». Полковник УПА Микола Твердохліб. Спогади і матеріали. — 2008. — 128 с.
2. Михайло Романюк. Петро Федун — «Полтава» — провідний ідеолог ОУН та УПА. — 2009. — 128 с.
3. Петро Потічний, Микола Посівнич. Українська Головна Визвольна Рада. — 2009. — 136 с.
4. Володимир Іванченко. Квітка в червоному пеклі: життєвий шлях Людмили Фої. — 2009. — 128 с.
5. Олександр Іщук. Життя та доля Михайла Дяченка — «Марка Боєслава». — 2010. — 140 с.
6. Володимир Іванченко, Олександр Іщук. Життєвий шлях Галини Голояд — «Марти Гай». — 2010. — 128 с.
7. Володимир Мороз. Портрет Осипа Дяківа — «Горнового». — 2010. — 128 с.
8. Володимир Мороз. Зиновій Тершаковець — «Федір». — 2011. — 128 с.
9. Микола Андрощук. Записки повстанця. — 2011. — 128 с.
10. Олександр Іщук, Наталія Ніколаєва. Ярослав Богдан — «Всеволод Рамзенко». — 2011. — 128 с.
11. Дмитро Проданик. Шлях боротьби Василя Сенчака — «Ворона». — 2011. — 128 с.
12. О. Іщук, І. Марчук. Брати Бусли. Життя за Україну. — 2011. — 128 с.
13. Марія Прокопець. Світло душі родини Левицьких. — 2011. — 128 с.
14. Ігор Марчук. Ростислав Волошин. — 2012. — 128 с.
15. Дмитро Проданик. Микола Кричун — «Черемшина». — 2012. — 128 с.
16. Наталія Ніколаєва. Підпільні друкарні ОУН та їх ліквідація каральними органами СРСР в 1944—1954 рр. — 2012. — 132 с.
17. Василь Ільницький. Провід ОУН Карпатського краю. — 2012. — 128 с.
18. Богдан Зек. Олег Штуль у боротьбі за Україну. — 2013. — 112 с.
19. Наталія Ніколаєва. Уляна Крюченко — «Оксана». — 2013. — 128 с.
20. Сергій Волянюк. Омелян Польовий — «Остап». — 2013. — 128 с.
21. Василь Мустеца. Василь Кантемір — «Остап». — 2013. — 128 с.
22. Посівнич М., Брелюс В. Нарис життя Дарії Ребет — «Орлян». — 2013. — 112 с.
23. Коретчук Я., Ганцюк П. Командири відділів ТВ 22 УПА «Чорний Ліс» . — 2014. — 112 с.
24. Потічний П. Пропагандивний рейд УПА в Західну Європу. — 2014. — 160 с.
25. Ковальчук В. Українські повстанці в документах радянських молдавських партизанських з'єднань. — 2014. — 136 с.
26. Кекіш П. Спогади радиста УПА./ Упорядник Сергій Волянюк. — 2015. — 128 с.
27. Марчук І., Переходько Я. Курінний УПА Степан Трофимчук — «Недоля». — 2015. — 120 с.
28. Щур Ю. Життя і боротьба Іларіона Курила — «Кримчака». — 2016. — 128 с.
29. Володимир Чорна — «Маєвий». Спогади повстанця з Любачівщини. — 2016. — 128 с.
30. ОУН на СУЗ в 1943—1945 р. / Упорядник Сергій Волянюк. — 2017. — 128 с.
31. Молодіжна «Група українських підпільників». Гуляйполе — Запоріжжя 1947—1949. / Упорядник Юрій Щур. — 2019. — 128 с.
32. Лев Футала - "Лагідний". Денник: 7 липня 1946 р. - 28 жовтня 1947 р. / Упорядник І. Гомзяк,  Т. Кузь, В. Бойко. — 2020. — 136 с.
33. Ярослав Кіцюк - "Щербатий". "Ми просто йшли..." / Упорядник І. Гомзяк, М. Романюк. — 2020. — 152 с.
34. Михайло Ковальчук - "Бурий". До останнього подиху в боротьбі за волю України / Упорядник З. Брожина, І. Гомзяк. — 2020. — 152 с.

## Дисертації
- Александр Гогун. Деятельность вооружённых националистических формирований на территории западных областей УССР (1943—1949). — Северо-Западная Академия Государственной Службы, Санкт-Петербург, 2005.
- Мусієнко І. В. Політичні репресії комуністичного режиму на Північній Буковині й Хотинщині в 40 — 50-х рр. ХХ ст. Автореф. дис… канд. іст. наук: 07.00.01 / І. В. Мусієнко; Чернів. нац. ун-т ім. Ю. Федьковича. — Чернівці, 2005. — 20 с.
- Діяльність ОУН та УПА на Буковині в 1940 – 1952 рр. / Володимир Підлубний // Чернівецький національний університет імені Юрія Федьковича. — Чернівці, 2010. — 152 с.
- Фостій І. П. Північна Буковина і Хотинщина в роки Другої світової війни (1939—1945 рр.) [Текст]: автореф. дис… канд. іст. наук: 07.00.01 / Фостій Іван Петрович ; Чернівецький національний ун-т ім. Юрія Федьковича. — Чернівці, 2005. — 20 с.

## Статті
- Александр Гогун. Украинская повстанческая армия в воспоминаниях последнего главнокомандующего.
 — інтерв'ю з Василем Куком, головним командиром УПА (1950—1954).
- Дума про Руднєва. Смерть ковпаківського комісара від рук НКВД - вигадка 1990-х. Дмитро Веденєєв [Архівовано 26 листопада 2019 у Wayback Machine.]
- Джефри Бурдс. «Москальки»: женщины-агенты и националистическое подполье на Западной Украине, 1944—1948.[недоступне посилання з травня 2019]
- Ковальчук В. Шлюб по-бандерівськи. Газ. Волинь-нова, 2 червня 2011 р., с. 6.
- Павло Солодько. Знання — сила. Читайте правду про УПА, а не політичні блоги [Архівовано 4 жовтня 2012 у Wayback Machine.] Історична правда [Архівовано 18 січня 2012 у Wayback Machine.] 14 жовтня 2011 р.
- Фостій І. П. Діяльність ОУН на Буковині у 1940—1941 рр. //З архівів ВУЧК-ГПУ-НКВД-КГБ.- № 2/4 (13/15) — 2000.
- [Архівовано 3 квітня 2016 у Wayback Machine.]  Мусієнко І. В. Депортації населення з території Північної Буковини та Хотинщини в 1941—1951 рр. / І. В. Мусієнко // Український альманах 2010. — Варшава: Об'єднання українців в Польщі, 2010. — С. 187—200.
- Мусієнко І. В. Депортації членів сімей учасників і пособників ОУН з території Чернівецької області в 1944—1950 рр. / І. В. Мусієнко // Матер. 5-ї Буковинської Міжнар. історико-краєзнавчої конф. присвяченої 130-річчю заснування Чернівецького нац. ун-ту ім. Юрія Федьковича, 29 вересня 2005 р. — У 2-х т. Т. 1 : Історія України. Краєзнавство. — Чернівці: Книги XXI, 2006. — С. 431—435. [Архівовано 10 червня 2016 у Wayback Machine.]
- Мусієнко І. В. Політичні репресії радянського режиму проти студентської молоді на Північній Буковині в 1944—1953 рр. / І. В. Мусієнко // Гілея: науковий вісник: зб. наук. пр. — Київ: ВІР УАН, 2011. — Вип. 49. — С. 121—127. [Архівовано 10 червня 2016 у Wayback Machine.]
- Мусієнко І. В. Політичні репресії проти буковинців і бессарабців у Червоній армії в 1941—1945 рр. / І. В. Мусієнко // Питання історії України: зб. наук. ст. — Чернівці: Золоті литаври, 1999. — Т. 3. — С. 304—319. [Архівовано 10 червня 2016 у Wayback Machine.]
- Мусієнко І. В. Політичні репресії на Північній Буковині та Хотинщині у 1940—1941 pp. / І. В. Мусієнко // Чернівецька область: у 2-х кн. Кн. 2 / ред. В. М. Ботушанський, П. П. Брицький. — Чернівці: Чернівецьке обласне відділення пошуково-видавничого агентства «Книга Пам'яті України», 2010. — С. 10-80. — (Реабілітовані історією: у 27 т.). [Архівовано 10 червня 2016 у Wayback Machine.]
- Всадники ада на Волыни. Роман Пономаренко 23 августа 2019. Warspot.ru [Архівовано 24 червня 2021 у Wayback Machine.]
- Українська Друга Світова – чергова міфологізація. Site.ua [Архівовано 22 вересня 2020 у Wayback Machine.]
- Украинский выбор в годы Второй мировой войны: проблемы восприятия в современной Украине Роман Олегович Пономаренко
- «Дивізія «Галичина» – приклад того, що далеко не всі в Галичині були прибічниками ОУН і УПА». Роман Пономаренко про міфи і пропаганду [Архівовано 13 грудня 2020 у Wayback Machine.]
- «Злочинна історія» України на прикладі польських фальсифікацій. Site.ua [Архівовано 19 жовтня 2016 у Wayback Machine.]
- Салтан А. Н. Спецслужбы украинского сопротивления. Часть вторая ОУН [Электронный ресурс]. — Режим доступа к статье: http://sled.net.ua/node/31597 [Архівовано 23 серпня 2016 у Wayback Machine.]. – Заглавие с экрана. — 13.05.16.
- Український рух Опору. Територія терору [Архівовано 8 грудня 2020 у Wayback Machine.]
- Мороз В.Завершальний етап збройної боротьби ОУН і УПА на українських землях.— Визвольний шлях. Кн.8(677). Серпень 2004.— С. 72—87.